# Jan Kalvoda

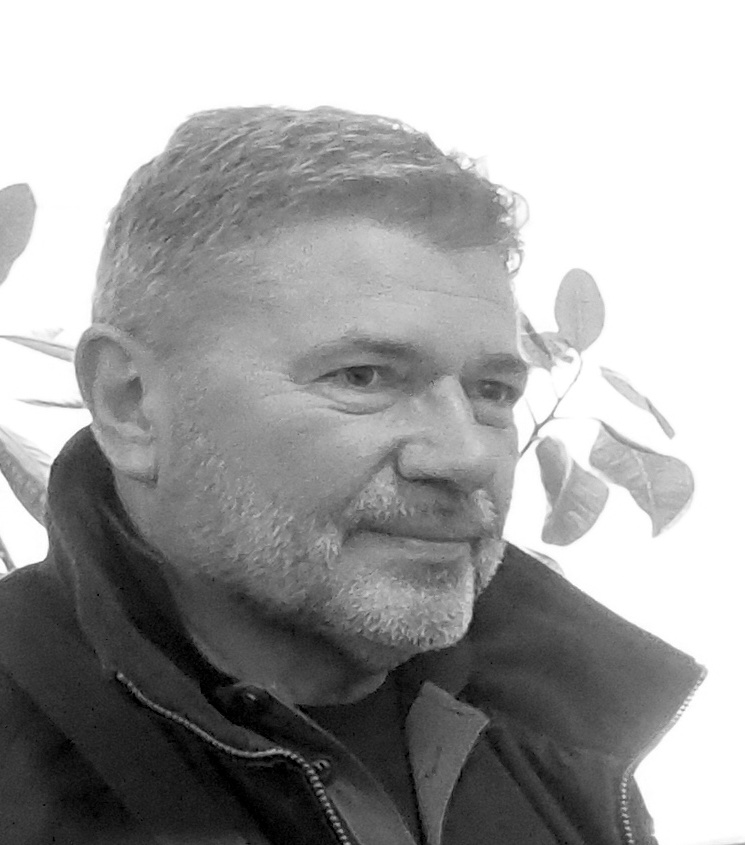
Jan Kalvoda (2014)

Jan Kalvoda (* 30. Oktober 1953 in Prag) ist ein tschechischer Rechtsanwalt und Politiker der Demokratischen Bürgerallianz ODA (Občanská demokratická aliance), der unter anderem Mitglied des Abgeordnetenhauses, Justizminister, stellvertretender Ministerpräsident sowie von 1992 bis 1997 Vorsitzender der ODA war.

## Leben
Kalvoda begann nach dem Schulbesuch ein Studium der Rechtswissenschaften an der Karls-Universität, das er 1978 mit einem Magister abschloss. Im Anschluss war er als Rechtsanwalt in Rokycany tätig und wurde nach der Samtenen Revolution 1989 Mitglied der Anwaltskammer der Region Pilsen und Mitorganisator des Bürgerforums OF (Občanské fórum) in Rokycany. Am 6. Februar 1990 wurde er Mitglied des Tschechischen Nationalrates, in dem er zunächst das Bürgerforum sowie im Anschluss zwischen 1991 und dem 4. Juni 1992 die Demokratische Bürgerallianz ODA (Občanská demokratická aliance) vertrat. Er war während dieser Zeit 1990 kurzzeitig Vorsitzender des Ständigen Ausschusses für Sicherheitspolitik und danach zwischen 1990 und 1991 Vorsitzender des Ständigen Ausschusses für Rechts- und Verfassungsangelegenheiten. 1992 löste er Pavel Bratinka als Vorsitzender des ODA ab und bekleidete diese Funktion bis zu seiner Ablösung durch Michael Žantovský 1997. Zugleich war er Vorsitzender des ODA der Hauptstadtregion Prag und fungierte 1992 als stellvertretender Vorsitzender der Regierungskommission für die Vorbereitung der tschechischen Verfassung.
Danach war Kalvoda zwischen 1992 und 1996 Mitglied des Abgeordnetenhauses der Tschechischen Republik. Er war in der ersten und zweiten Regierung von Ministerpräsident Václav Klaus vom 2. Juli 1992 bis zum 7. Januar 1997 stellvertretender Ministerpräsident. Zugleich bekleidete er vom 4. Juli 1996 bis zum 7. Januar 1997 den Posten des Justizministers. Am 17. Dezember 1996 trat er von seinem Abgeordnetenmandat sowie seinen Ministerämtern wegen der unbefugten Nutzung eines Doktors der Rechte zurück, bekleidete die Ministerämter aber noch formell bis zur Benennung der Nachfolger Jiří Skalický als stellvertretender Ministerpräsident sowie Vlasta Parkanová als Justizministerin am 7. Januar 1997 weiter.
Nach seinem Ausscheiden aus Regierung und Parlament nahm Kalvoda seine Tätigkeit als Rechtsanwalt wieder auf und lehnte Angebote zur Aufnahme politischer Mandate ab. 2009 war er rechtlicher Vertreter des Abgeordneten Miloš Melčak  bei dessen Verfassungsbeschwerde vor dem Verfassungsgericht der Tschechischen Republik gegen eine für 2009 geplante Vorziehung der Wahlen des Abgeordnetenhauses.